# Separation Range
Die Separation Range (englisch für Trennungsgebirge) ist eine etwa 50 km lange Gebirgskette im Transantarktischen Gebirge der antarktischen Ross Dependency. Sie bildet in der Aufspaltung der Commonwealth Range durch den Hood-Gletscher den östlichen von zwei Gipfelsträngen und endet im Norden am Ross-Schelfeis an der Dufek-Küste. 
Benannt wurde sie durch Teilnehmer der New Zealand Alpine Club Antarctic Expedition (1959–1960).